# Rex (Toy Story)
 For alternative betydninger, se Rex (flertydig). (Se også artikler, som begynder med Rex)
Rex (også kendt som Rex den grønne dinosaur) er navnet på den fiktive stor, grøn, plastik Tyrannosaurus rex fra Toy Story med en masse angst fra et mindreværdskompleks ("Jeg tror ikke jeg kunne tage den slags afslag!") og han er bange for han er ikke skræmmende nok.
Han er i den amerikanske version stemmelagt af Wallace Shawn og Earl Boen i Toy Story 2 videospillet og af Anders Bircow i den danske version.
Rexs værste frygt (efter Sid) er, at Anders vil få en anden, mere skræmmende dinosaur, men får det bedre efter Buzz giver ham et par tips til, hvordan man brøler bedre. I Toy Story, fortæller han, at han blev lavet af et datterselskab til Mattel (tilfældigvis, real-life Rex brugt legetøj, der plejer at blive lavet af Hasbro, men er fra 2009 faktisk lavet af Mattel). Han forsøger at undgå at konfrontere Woody da han er anklaget for at forsøge at dræbe Buzz, men langsomt og modvilligt vender han sig mod ham under pres, og oplever hurtigt skyldfølelse senere. Han er kendt for at have en følsom mave, og kastede faktisk op da han så Buzz afhuggede arm.
I begyndelsen af Toy Story 2, spiller han "Buzz Lightyear: Attack of Zurg" video-spilet, der ender med at Buzz bliver tilintetgjort af kejser Zurg, til Rexs store frustration. Alligevel tror han at han at ved at være forberedt med hans videospilsoplevelser, gøre ham i stand til at ledsage Buzz, Potato Head, Basse og Slinky på deres mission for at redde Woody, efter at han er blevet stjålet af Al McWhiggin fra Al's Toy Barn.
Rex er baseret på Tyrannosaurus-legetøjet fra Dinoriders toyline. I et fraklip fra Toy Story 2, bruger legetøjet ham som en rambuk, hvor Rexs såre sit hoved, når slog mod den låste rist. Rex gør en cameo i et fraklip fra Monsters Inc., hvor han venter ved eb fodgængerovergang med Mike og Sulley, som begge er mindre end ham. Rex er en spilbar figur i Toy Story Racer Video Game. I filmen Wall-E, ses Rex i baggrunden inde i lastbilen.